# Parallel-Twin

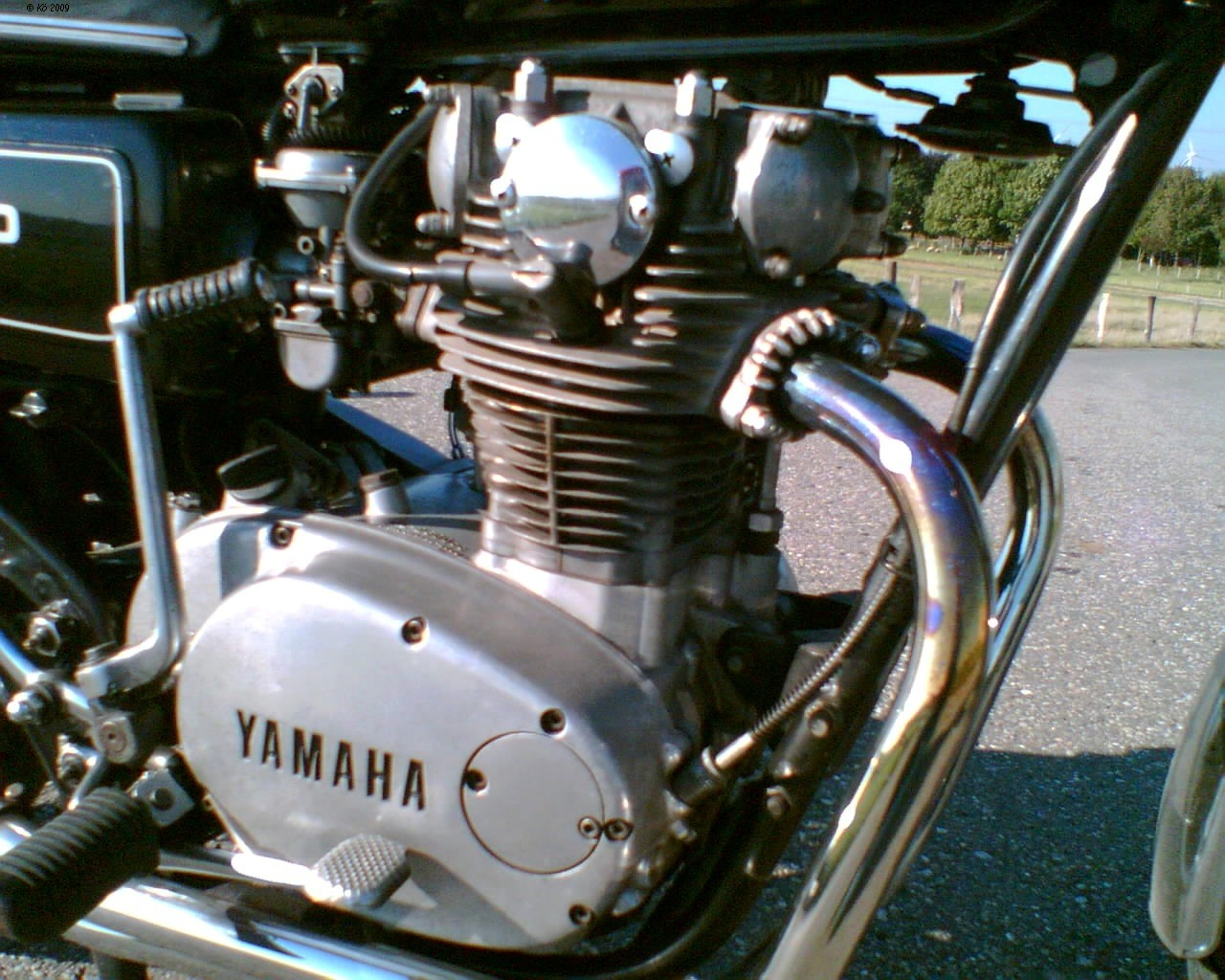
Klassischer Parallel-Twin (auch „true straight twin“) einer Yamaha XS 650

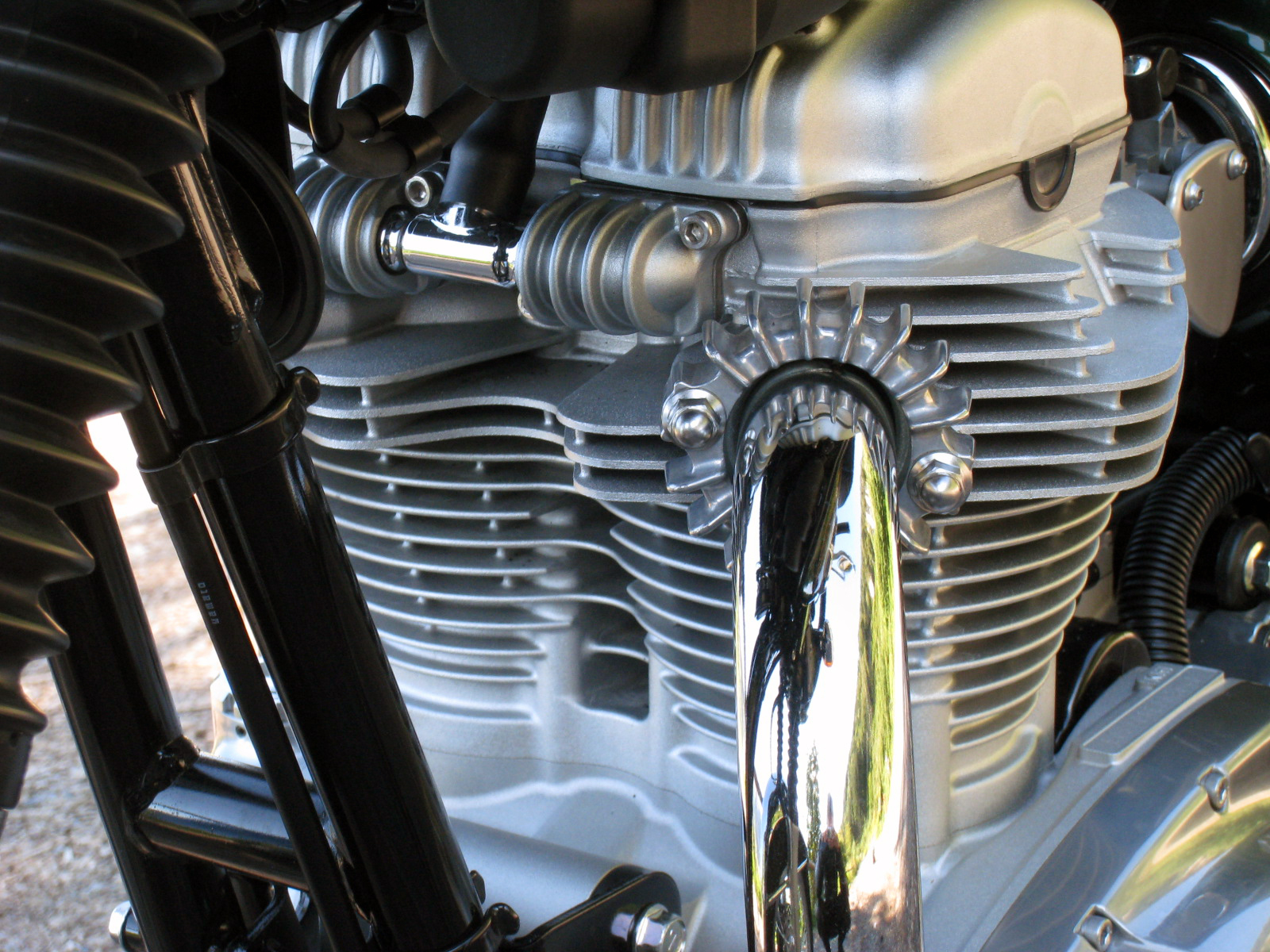
Parallel-Twin einer Kawasaki W 800

Parallel-Twin bezeichnet einen Zweizylinder-Reihenmotor.

## Geschichte
Parallel-Twin als Zweizylindermotoren mit parallel angeordneten Zylindern waren bereits in der Anfangszeit der Automobilgeschichte bekannt. Nach Einzylindermotoren wurden Parallel-Twin-Motoren oder Boxermotoren zur Leistungssteigerung und für einen ruhigeren, gleichmäßigeren Lauf der Motoren eingesetzt. Für Unterflurmotoren wählte man zumeist eine horizontale Anordnung der Zylinder, andere Anordnungen mit stehenden oder geneigten Zylinder wurden je nach konstruktivem Bedarf genutzt.

## Definitionen
Bei den Reihenmotoren sind Parallel-Twin-Motoren die kleinstmögliche Bauart und werden von Motoren mit weiteren Zylindern wie Dreizylindermotor, Vierzylindermotor, Fünfzylindermotor, Sechszylindermotor usw. gefolgt. Zweizylinder-Reihenmotoren existieren bei unterschiedlichen Wärmekraftmaschinen der Gruppe der Kolbenkraftmaschinen. Vorwiegend sind Ottomotoren, seltener Dieselmotoren der Parallel-Twin-Bauweise anzutreffen. Sie werden in unterschiedlichen Bauarten hergestellt:
1. Gleichläufer: Beide Kolben befinden sich gleichzeitig im oberen (OT) bzw. im unteren (UT) Totpunkt. Damit erreichen Viertaktmotoren einen gleichmäßigen Zündabstand, allerdings entfällt so auch der Ausgleich der Massenkräfte.
2. Gegenläufer: Vorwiegend bei Zweitaktmotoren anzutreffen. Steht der eine Kolben im OT, dann steht der andere im UT. Die Massenkräfte I. Ordnung der gegenläufigen Kolben heben sich auf; die Massenkräfte II. Ordnung hingegen sind nicht anders als beim Gleichläufer.
3. Weder gleich- noch gegenläufig – Hubzapfenversatz zwischen 0 und 180°, typisch sind 90°.

Der eigentlich englische Begriff „Parallel-Twin“ wird mit zwei Bedeutungen verwendet, eine bindende oder genormte Definition besteht nicht. Die eine Bedeutung bezeichnet ausschließlich den Gleichläufer so. Für den Gegenläufer finden sich Begriffe wie „180-Grad-Twin“ (hergeleitet aus dem Hubversatz), oder „Reihen-Twin“.
Die andere Bedeutung grenzt die Bezeichnung jedoch nicht derart ein und bezeichnet alle Reihen-Zweizylinder als Parallel-Twin. Im angelsächsischen Raum, insbesondere Großbritannien, beschreibt der Begriff unabhängig vom Hubversatz ausschließlich die Zylinderanordnung in Abgrenzung zum Zweizylinder-Boxer („Flat-twin“) bzw. Zweizylinder-V-Motor („V-twin“). Reihen-Zweizylinder werden dort aber auch als „Straight-two“, „Straight-twin“ oder „Inline-twin“ bezeichnet, wobei "straight" und "inline" allgemeine Begriffe für Reihenmotoren sind. Für den Gleichläufer findet man dort selten den Begriff „True straight twin“, was in der deutschen Übersetzung wohl am ehesten „echter Reihen-Zweizylinder“ bedeutet, und wesentlich häufiger die Bezeichnung "360 degree parallel twin", was auf Deutsch "Reihenzweizylinder mit 360 Grad Hubzapfenversatz" oder "Parallel-Gleichläufer-Twin" bedeutet. Die Tatsache, dass die bekanntesten englischen Zweizylinder-Reihenmotoren als Gleichläufer für Motorräder konstruiert waren, begünstigt auf dem Kontinent die exklusivere Bedeutung des Begriffs „Parallel-Twin“ als Synonym für den Gleichläufer, insbesondere in der Motorradfahrer-Szene, während in Großbritannien bei Verwendung des Begriffes "parallel-twin" stets die Kurbelwellenkröpfung zur Unterscheidung von Gleich- und Gegenläufer mit genannt wird.

## Gleichläufer
Der Gleichläufer kann im einfachsten Fall mit zwei Kurbelwellenlagern und einer einzigen breiten Kröpfung gebaut werden. Ein Beispiel hierfür ist der von Richard Küchen konstruierte Opti-Twin oder der Fiat Nuova 500. Englische Motorradmotoren dieser Bauart der 1930er bis 1970er Jahre haben in der Regel in der Mitte der Kurbelwelle ein großes Schwungrad und deswegen zwei unabhängige Kurbelwellenkröpfungen links und rechts des Schwungrades. Dabei kann die Kurbelwelle entweder in einem Stück gefertigt (Royal Enfield) oder aus mehreren Bauteilen zusammengeschraubt (ältere Triumph, Norton) werden. Bei dieser Bauart wird die Kurbelwelle sehr hoch beansprucht, ihre Festigkeit und Schwingneigung begrenzen Leistung und Höchstdrehzahl solcher Motoren. Deshalb haben moderne Konstruktionen stets zwei einzelne Kröpfungen und eine dritte oder vierte Lagerstelle in der Mitte. Als Beispiele seien hier die Kawasaki W 650 (3 Lager) und die Yamaha XS 650 oder Triumph Bonneville T100 (4 Lager) genannt. BMW und Rotax entwickelten für die F 800 einen Gleichläufer mit einem dritten Pleuel auf einem eigenen, zu den anderen um 180° versetzten Hubzapfen zwischen den Zylindern. Es wirkt über einen schwingenden Hebel auf ein Ausgleichsgewicht. Die Kurbelwelle des F 800-Motors ist vierfach gelagert. Bereits in den 70er Jahren realisierte die Firma Norton ein solches Konzept für das Nachfolgemodell der Norton Commando. Der Prototyp dieses Motorrades befindet sich im Besitz einer der Nachfolgefirmen von Norton und ist 2008 restauriert worden. Die italienische Motorradmarke Laverda setzte in den SF Modellen ebenfalls den Paralleltwin ein.
Bei einem Gleichläufer-Parallel-Twin ohne Ausgleichswellen können nur die rotierenden (Pleuelfuß und Kurbelzapfen) Massen vollständig ausgeglichen werden. Die oszillierenden (Kolben und oberer Pleuelteil) Massen vibrationsvermeidend durch Gegengewichte an der Kurbelwelle auszugleichen erzeugt eine Schwingung in horizontaler Richtung. Deswegen werden Gleichläufer in der Regel mit Wuchtfaktoren von ungefähr 80 Prozent konstruiert, durch die eine Restschwingung in vertikaler Richtung bleibt, die beim Motorrad in der Regel nicht stört, und eine geringere Schwingung in horizontaler Richtung erzeugt als bei vollständigem Massenausgleich. Eine Ausnahme bildet hier der Motor der Norton Commando mit einem Wuchtfaktor von rund 50 Prozent, der wenig horizontale Schwingungen erzeugt und dessen starke vertikale Schwingungen von der Gummilagerung des Motors kompensiert werden.
Ein in allen Faktoren vollständiger Massenausgleich kann nur mit zusätzlichem konstruktiven Aufwand (Ausgleichspleuel und/oder -welle wie beim ab 2010 gebauten Fiat-Twin-Air-Zweizylindermotor) kompensiert werden. Die Ausgleichswellen müssen nicht wie beim Lanchester-Ausgleich gegenläufig drehen, sondern in gleicher Richtung, dann gleicht die Kurbelwelle mit ihren Gegengewichten eine Hälfte der vertikalen Schwingung aus, die Ausgleichswellen die andere Hälfte und die Horizontalschwingungen heben sich auf. In Kleinwagen wurden stattdessen die Motoren in besonders weichen Gummilagern aufgehängt.
Außerdem muss die Luft im Kurbelgehäuse komprimiert werden, was Energie kostet, das gleiche Problem haben auch Motoren mit einem Zylinder. Vorteil beim Viertaktmotor ist die gleichmäßige Kraftentfaltung, denn der Zündabstand der beiden Zylinder ist mit 360 Grad symmetrisch. Im einfachsten Fall können mit einer Zündspule zwei Zündkerzen angesteuert werden.

## Gegenläufer
Der Gegenläufer hat immer zwei Hubzapfen; die Kolben laufen wechselseitig auf und ab. Der Gegenlauf der Kolben bewirkt einen Ausgleich der Massenkräfte I. Ordnung, jedoch entsteht wegen des Zylinderabstandes ein Kippmoment. Typische Beispiele für Gegenläufer-Motoren sind alle Zweitakt-Paralleltwins und nahezu sämtliche Zweizylinder-Viertaktmotoren der Hersteller Honda und Yamaha der 1960er bis 1980er Jahre. In Verbindung mit einer vibrationsmindernden Ausgleichswelle gelangte diese Bauart u. a. auch in der zwischen 2004 und 2007 produzierten Honda CBF 500 zum Einsatz. Auch MZ verwendete diese Bauart in den Modellen 1000 S/SF/ST. Der Versatz der Hubzapfen um 180 Grad ermöglicht ein Mittellager, jedoch wurden früher auch Gegenläufer-Motoren ohne Mittellager gebaut.
Der Zündabstand von viertaktenden Gegenläufer-Motoren ist asymmetrisch; bereits 180 Grad nach dem einen Zylinder zündet der nächste, dann vergehen anderthalb Umdrehungen der Kurbelwelle (360 + 180 = 540 Grad), bevor der erste Zylinder wieder zündet. Da die Kolben sich genau gegenläufig bewegen, bleibt das Volumen des Kurbelgehäuses immer gleich, die Luft darin wird nur aus dem Raum im Zylinder unterhalb des sich nach unten bewegenden Kolbens in den Raum unterhalb des jeweils anderen Kolbens bewegt, was weniger Energie vergeudet als das Komprimieren der Luft. Der Gegenläufer spart also im Vergleich zum Gleichläufer etwas Energie. Da beim Zweitaktprinzip bei jeder Kurbelwellenumdrehung gezündet wird, ist der Zündabstand beim Zweitakt-Gegenläufer symmetrisch. Bekanntestes Beispiel für einen solchen Motor ist der Trabant. Beispiele von Viertakt-Gegenläufern sind zum Beispiel Zweizylinder-Dieselmotoren von Deutz in Traktoren der 1950er- und 60er Jahre.
Bei einem Gegenläufer-Parallel-Twin gleichen die oszillierenden (nur in der I. Ordnung) und rotierenden Massen der Zylinder sich gegenseitig aus. Dadurch läuft der Motor theoretisch vibrationsärmer als ein Gleichläufer. Durch die gegenläufige Bewegung der Massen wird aber je nach Position der Hubzapfen eine Kipp- und Schwenkbewegung erzeugt, die als Vibration wahrgenommen wird.

## Zweizylinder-Reihenmotor mit Hubzapfenversatz
Es gibt auch Zweizylinder-Reihenmotoren, deren Kurbelzapfen zwischen 0 und 180° versetzt sind. Durch den mittlerweile nicht mehr unüblichen Versatz von 90° erreicht man den Zündabstand (Viertakter: 270°/450°) eines Zweizylinder-V-Motors mit 90°-Zylinderwinkel und dessen Klang. Allerdings bekommt man damit auch Rundlaufprobleme bei niedrigen Drehzahlen, die sich aber durch angepasste Schwungmasse und Ausgleichswelle in akzeptablen Grenzen halten lassen. Als Beispiele bei Motorradmotoren seien die Yamaha-Modelle MT-07, TDM und TRX, die Honda CRF1000L Africa Twin, die Norton Commando 961 und der Triumph Scrambler genannt, auch der für die NC-Baureihe von Honda entwickelte Motor ist so aufgebaut. Weitere Beispiele sind die Motoren der BMW-Motorroller C 650 Sport und GT sowie der Aprilia RS 660 bzw. Tuono 660.
Der Motor der von 2012 bis 2013 gebauten Husqvarna Nuda 900 verfügte über einen Hubzapfenversatz von 45° und damit einen Zündversatz von 315°/405°, was dem eines V2-Motors mit 45° Zylinderwinkel entspricht.